# 新世界 (2015年電視劇)
《新世界》（英語：The New World），2015年臺灣電視劇，為台視自製、列夫特文化有限公司錄製的周五優質戲劇。由張庭瑚、楊可涵、潘柏希、蔡黃汝、李佳豫、李依瑾領銜主演。全劇於2014年5月14日開鏡，同年9月7日全劇殺青，台視於2015年1月16日起每週五晚上10點首播，八大綜合台於2015年1月17日起每週六晚上10點播出，接檔《徵婚啟事》。本劇獲得中華民國文化部102年高畫質電視節目補助新臺幣1,200萬元、臺南市政府文化局103年影視業者拍片取景補助新臺幣1,000萬元。這部戲也是楊可涵去世前的其中一部代表作。

## 播出時間

### 首播
| 頻道       | 所在地 | 播映日期      | 播出時間           |
| ---------- | ------ | ------------- | ------------------ |
| 台視主頻   | 臺灣   | 2015年1月16日 | 每週五 22:00-23:30 |
| 八大綜合台 | 臺灣   | 2015年1月17日 | 每週六 22:00-23:30 |

### 重播
| 頻道         | 所在地 | 播映日期                    | 播出時間           |
| ------------ | ------ | --------------------------- | ------------------ |
| 台視主頻     | 臺灣   | 2015年1月18日               | 每週日 23:45-01:15 |
| 台視主頻     | 臺灣   | 2015年1月23日               | 每週五 15:02-16:40 |
| 台視主頻     | 臺灣   | 2015年1月24日               | 每週六 12:30-14:05 |
| 八大綜合台   | 臺灣   | 2015年1月18日 （至2月15日） | 每週日 03:00-04:30 |
| 八大綜合台   | 臺灣   | 2015年2月22日               | 每週日 04:00-05:30 |
| 八大綜合台   | 臺灣   | 2015年1月25日               | 每週日 13:00-14:30 |
| Willax電視台 | 秘魯   | 2019年1月21日               | 每週一             |

## 故事大綱
社區報小編喵喵刊登了一張老照片。這張老照片，也是個尋人啟事。喵喵很想找到20年前因遷村而離散的兒時同伴。
1992年，喵喵和一群年齡相近的小孩一起種植相思樹苗，那是他們在一起的最後一天；從此他們跟著各自的父母遷村，不曾再見過彼此。
喵喵希望找到失散多年的童伴蜻蜓、蟋蟀、小草，卻意外得知：當年遷村後曾發生一起重大傷亡車禍，導致三戶人家五死四傷，三個童伴雖在車禍中倖存，卻已遭人領養，不知去向。而且車禍原因疑竇重重，似與通緝要犯張國唐有關，更因而牽扯出一樁橫跨五十年的驚人秘密。

## 演員列表

### 主要演員
| 演員   | 角色                        | 介紹 | 登場集數      |
| 張庭瑚 | 沈子鴻 本名：賴松廷（蜻蜓） | 27歲，電子公司研發人員，喵喵的男友。溫柔、陽光的外表下，藏著一顆激越的心。著迷於機電工藝和音樂，有著複雜而迷離的內心世界。海軍陸戰隊退伍，擅搏擊與電工、爆破，平時在偏鄉小學擔任志工老師。相較於楊妙薇對兒時回憶的思念之情，對子鴻而言卻是一段沉重的過去。由於對年幼時一場造成母親癱瘓、以及和玩伴失散的離奇車禍仍耿耿於懷，因此亟欲查出當年的真相。但也想保護疼愛自己的養父，並對養母的過世十分自責。自高中時起便暗戀著喵喵，並將李佳媛視為妹妹般的照顧，而婉拒佳媛的告白。因不願傷害身邊重要的人，刻意獨來獨往；但在喵喵主動的表白下，遂決定與她一起面對不再單打獨鬥。為了找出張國唐而製作的音樂卡片，因接連出現在案發現場而遭警方視為嫌疑犯。經喵喵、佳媛、東瀚及紫嫣的蒐證，才獲得暫時的清白。得知東瀚就是蟋蟀後十分開心，卻發現兩人對於過去的想法已經背道而馳。早已隱約發覺自己是江鑑銘的私生子，並在楊爺爺說服下暫時加入了「回家行動」。察覺蟋蟀及小草參與行動的最終目的後，遂協助警方極力阻止；事件結束後，與喵喵帶著炫炫，和養父共同組織了一個新的家。                                                                         | 全劇          |
| 楊可涵 | 楊妙薇 （喵喵）             | 26歲，社區報小編，蜻蜓的女友。個性開朗而上進，帶著點八卦傾向，愛問東問西。大學畢業後即返鄉，在好友羅詠玫主辦的社區報担任採訪編輯，無論採訪或撰稿，每每博得關注，在這鄉下地方擁有好人緣，是個渾身上下都充滿幸福感的人。為了尋找兒時童伴的下落，而逐漸挖掘出一段歷史秘辛。並透過一首裝載著童年回憶的樂曲《新世界》，找到了玩伴之一的蜻蜓——沈子鴻。在爺爺的鼓勵下，以及面對子鴻的冷漠態度，仍不顧危險的秉持初衷，誓言查出二十年前離奇車禍的真相。因子鴻突如其來的一吻，而發現自己也愛上對方，但向其表白時卻仍得到無情的回應。失望之際經佳媛提示後，才明白自己竟是子鴻愛慕了十年的初戀對象。子鴻遭警方拘捕後，看到佳媛為了幫子鴻脫罪不惜犧牲自己而深受感動，便拜託詠玫幫忙保護她的弟弟作為答謝。得知爺爺策劃的一切，和子鴻隱藏多年的祕密後，即使必須和親人對抗仍選擇支持子鴻的決定。與子鴻一起推斷出蟋蟀及小草的行動後，為了阻止爺爺和他們，而陪同子鴻加入警方的行列；事後，期許著炫炫及詠玫和蟋蟀的孩子，未來能親眼看見一個真正的美麗新世界！                                                                                             | 全劇          |
| 潘柏希 | 劉東瀚 本名：簡慶樞（蟋蟀） | 27歲，特勤小組成員，原任新北市刑警大隊，紫嫣的男友。個性沉穩而冷靜，有時近於冷酷，但冷酷底下埋藏著烈焰。進入特勤小組後，屢次被分派與林紫嫣一起保護羅詠玫，而和兩人之間發展出一段情感糾葛。由於年幼時的離奇車禍，與玩伴蜻蜓、喵喵及小草失散，因亟欲查出當時的真相，而再三和上司陳杰發生口角、互相猜疑。擅長木工雕刻，並在當年村人種植的相思樹林上，掛上了分別屬於他們四人的小木牌。對於任務相當執著，為了活捉張國唐的手下而遭對方刺傷。痊癒後婉拒了詠玫積極的告白，並向紫嫣明確表示了自己的心意。案發後雖知道遺留現場的音樂卡片出處，卻仍堅信涉案的子鴻並非兇手。得知喵喵與子鴻在一起後，看著兩人得以破鏡重圓，而打從心裡替昔日夥伴感到欣慰。藉機向子鴻及喵喵表明自己的身分後，極力邀兩人加入村民們的抗爭行動，並在喵喵敏感的詢問下，坦承自己實為連續殺人案的真兇。為了徹底實行「回家行動」的計劃，而殺害了遭逮捕的張國唐。得知詠玫懷孕時，因無法給予對方承諾而嚎啕痛哭。明白紫嫣即是小草後，向她承認了自己對詠玫的感覺、並對紫嫣的感情依舊；原打算炸毀水庫以重建原鄉，遭眾人阻止後，為讓此事在社會上留下印記，遂帶著炸藥衝入林間自盡了。 | 全劇          |
| 蔡黃汝 | 林紫嫣 本名：吳郁芬（小草） | 26歲，特勤小組成員，原任警政署國際刑警科，東瀚的女友。個性內歛，話不多但好相處，經常笑臉迎人，故在同儕之間人緣頗佳。大學畢業後成為警察，看似清新脫俗的美麗佳人，卻擅搏擊、偵察、外文，常讓一起辦案的男性同事刮目相看。由於經常與劉東瀚一起辦案，而逐漸對東瀚產生好感。由於小組行動似乎被張國唐清楚掌握，而屢次懷疑小組裡有內奸，並將矛頭指向了組長陳杰。東瀚因公受傷後，面對詠玫的請託雖為難卻仍答應。因對陳杰的誤解遭鄭局長訓斥後，遂誠心向對方道歉。面對連續殺人案在喵喵請託下，與東瀚及小何協助她搜索證明子鴻清白的證據。得知東瀚的叛變與身世後，既悲痛又震驚，卻仍故作鎮定的繼續執勤。實為喵喵、蜻蜓及蟋蟀的兒時玩伴，儘管對於當年的車禍十分在意，但因楊顧問的安排而只能極力隱藏自己；本決定與東瀚攜手實踐真正的「回家行動」，被蜻蜓及喵喵阻止後，雖然失去東瀚並受到刑責，仍接受詠玫的邀請，與她及東瀚的孩子組成一個新的家庭。 | 全劇          |
| 李佳豫 | 羅詠玫                      | 27歲，社區報主編，喵喵的好朋友。個性開朗、有主見，很有禮貌、談吐不俗。父親是新任縣長，母親娘家是工商鉅子，由於出身富貴之一，從小嬌生慣養，但沒什麼驕氣。大學畢業後在外公幫助下創辦社區報，但她拒絕接受家人的金援，寧可自負盈虧。自從受到警察保護後，雖然行動受限仍努力為社區報奔波，並對總在身邊保護自己的劉東瀚十分信賴。藉機向東瀚告白後，卻不急著對方的答覆，並自信的認為一定能獲得他的心。眼見東瀚因自己而受傷十分自責，並央求紫嫣協助自己避開警方前去探視。雖試著接近東瀚，卻遭其嚴詞拒絕而傷心落淚。後於東瀚生日當天，向其告知自己懷有他的孩子。得知東瀚的身世及其與紫嫣的關係後，仍決定生下孩子；東瀚過世後收到了為自己雕刻的玫瑰木牌，為了給孩子一個父親，而希望家人能還東瀚一個公道，並邀請紫嫣作為孩子的另一個母親。 | 全劇          |
| 李依瑾 | 李佳媛                      | 24歲，電子公司工廠女工。開朗而可愛的外表下，藏著不為人知的自卑與心酸。除了工廠的生產線工作，還到處打工兼差，並供年幼的弟弟上學。她其實很有才華，能寫能畫，隨便拍張相片都很有fu，於是在子鴻推薦下成為社區報的美編。愛慕著沈子鴻，向其告白失敗後，為了快點替父母償還龐大債務，而全心投入賣身工作。不但直截了當的拒絕子鴻無條件替自己還債的心意，更在愛情路上選擇了退讓。發現子鴻由於音樂卡片被警方視為殺人案的嫌犯後，為了讓他能夠獲釋而毅然犧牲自己的尊嚴；在遇上張國唐時更為了保護子鴻，甚至不惜犧牲自己的性命。 | 1-3,5-8,10-11 |

### 其他演員
| 演員          | 角色            | 介紹 | 登場集數         |
| 趙            | 陳              | 28歲，特勤小組組長。行事一絲不苟的鐵漢，在他眼裡，紀律與節操永遠重於兄弟情義，故隨時皆可六親不認、翻臉不認人。因劉東瀚的怪異行徑及屢次頂撞自己，而嚴重懷疑他是內賊。對於工作的忠誠度達100％，曾親手檢舉作為警察卻收受賄絡的親哥哥。張國唐遭到殺害後，對於東瀚及紫嫣的叛變行動感到難以置信。 | 全劇             |
| 阿本          | 何振飛 （小何） | 26歲，特勤小組成員。原任職刑事警察局「科技犯罪防制中心」，奉調加入特勤小組。看似自閉的宅男，內心卻隱藏著類近駭客似的自由心靈，偶有驚人之舉，令人刮目相看。因不滿陳杰窮追不捨的懷疑東瀚，而加入紫嫣與阿綱的調查行動。對組長的誤會冰釋後，與紫嫣及東瀚一起私下搜查子鴻清白的證據。任務結束後，與陳杰及阿綱在鄭局長要求下，對楊顧問做過的事一致保持緘默。 | 全劇             |
| 邱德洋        | 趙紀綱 （阿綱） | 26歲，特勤小組成員。原任職某市刑警大隊，奉調加入特勤小組。開朗耍帥的型男，擅長基層調查工作。因不滿陳杰的領導作風，而邀小何一同加入紫嫣的調查行動。與小組成員將張國唐押回戒備森嚴的特勤中心時，卻突遭東瀚擊昏。任務結束後，與陳杰及小何在分道揚鑣前答應了鄭局長，對楊顧問做過的事一致絕口不提。 | 1-4,6-15         |
| 朱德剛        | 鄭惠民          | 55歲，警察局局長，特勤小組召集人。個性沉穩，思慮周密，重情義，有担當，行事開明，不怒而威。因接獲線報得悉不法之徒將謀刺新任縣長及其家人，遂緊急成立特勤小組展開維安與防制行動。察覺警局暗藏內奸後，相較於小組成員的猜忌懷疑，對於性格冷酷、孤僻的陳杰卻非常信任。由於二度遺留案發現場的音樂卡片，而懷疑沈子鴻涉案。劉東瀚的叛變行動爆發後，發現與『靖海計劃』相關而命人追查。雖查出林紫嫣及楊顧問亦是第三勢力的一員，事後仍對自己敬重的學長網開一面不再追究。 | 1-4,6-15         |
| 陳文山        | 張國唐          | 57歲，槍擊要犯。個性豪邁，思慮周密，看似狠辣，卻仍重情義。曾替江鑑銘妻子娘家的顏氏集團圍事，後與江反目成仇，意圖槍殺江未遂，自己反列名槍擊要犯，亡命海外。為了向羅縣長要求特赦，而特地回國威脅江鑑銘；沒想到兩個昔日手下竟遭到殺害，為了替兄弟討公道卻反被沈子鴻要挾，逼迫說出了當年車禍的真相。被警方逮捕後，於押解途中遭東瀚槍殺。 | 1,4-5,7,11-13    |
| 林鴻翔        | 羅雲雄          | 51歲，縣長，羅詠玫的父親。優秀的政治家，IQ和EQ都極高，具備社會學大師韋伯說的「奇里斯瑪」領袖特質。出身清貧，但從小苦讀，成績永遠是第一名。正直清廉是他一向的自我要求且說到做到，從政至今一向秉持「事無不可對人言」的光明磊落。因『靖海計劃』的事跡暴露，聽了女兒的心意後，決定負起責任為當年汙染事件的受害者申請賠償。 | 1-3,8-10,14-15   |
| 王雨妍 (赫容) | 江明月          | 50歲，縣長之妻，羅詠玫的母親。長於富貴之家，不免幾分驕貴之氣，但基本上是善良而慈悲的，頗能照顧底下的人，也熱衷於公益活動。由於年輕時協助父親江鑑銘處理過許多企業事務，見多識廣，也頗有斡旋能力，婚後亦成為丈夫的得力幫手。 | 1-3,8-10,14-15   |
| 楊烈          | 江鑑銘          | 73歲，巖江集團董事長兼工商協進會理事長，羅詠玫的外公，沈子鴻的親生父親。個性豪爽海派，見多識廣，行事偶有爭議，但他沒那麼在意別人目光，只要想做的，沒有做不到的事。五十年前曾為水庫區的小村長，並因職務需要而說服村民遷村。 | 2-4,7,10,13-15   |
| 朱陸豪        | 沈有福          | 57歲，江鑑銘的助理兼司機，沈子鴻的養父。從小出生於水庫區，後遷至濱海鄉。個性善良，做事積極，總是懂得服從和分寸。面對子鴻追求過去真相的堅持，決定放手不再過問，並在沈家留下一個永遠屬於他的位置。在子鴻詢問下承認自己也是當年車禍事件的共犯，一直替江鑑銘保守的秘密被子鴻發現後十分為難。 | 1-5,7-13,15      |
| 蘇意菁        | 賴芳卿          | 沈子鴻的親生母親。因二十年前一場謎樣的重大車禍，而變成植物人。 | 1-4,6,8,12-15    |
| 駱炫銘        | 李炫凡          | 7歲，李佳媛的弟弟。就讀濱海鄉的國小一年級，活潑聰明，善體人意，偶爾會小搞怪。由於媽媽早世，爸爸欠了一堆債跑路，姊弟倆相依為命。佳媛過世後，便暫時借住在如城堡般安全的縣長家。事件解決後，則由子鴻及喵喵接回。 | 2-3,5,10-11,15   |
| 駱炫銘        | 小蜻蜓          | 年幼的沈子鴻，喵喵的兒時玩伴之一。 | 1-3,5-6,11-13,15 |
| 鄧志鴻        | 楊永照          | 73歲，退休警察局局長，楊妙薇的爺爺，亦是劉東瀚與林紫嫣於警校受訓時的指導教官。性情和藹而不失威嚴，現任縣警局的資深顧問，在喵喵請求下出面干預了特勤小組的偵查方向。曾擔任過濱海鄉的派出所所長，並於當年的遷村一事中領頭簽下了同意書。於兒子病逝後察覺『靖海計劃』與汙染有關，而找回四散的村民策動了「回家行動」，因意外發現江鑑銘與沈子鴻之間的秘密，而希望能藉由子鴻說服江出面道歉，但看到東瀚及紫嫣因自己的計劃而走偏，十分痛心與自責。                   | 3-4,6,8-10,12-15 |
| 張以琳        | 范鈴鳳          | 劉東瀚的養母，賴芳卿及楊永照的舊識。雖然家境清貧，仍努力做家庭代工養大東瀚。曾於水庫區搬遷至濱海鄉，為了表示對江鑑銘的不滿，與當年被迫搬遷的村民們聯合發起代號名為「回家」的行動，其目的是炸毀工業區以逼江出面。 | 7-9,12-15        |
| 唐志玲        | 顏玉娟          | 江鑑銘的妻子，羅詠玫的外婆。實為二十年前車禍事件的教唆人，因受到良心譴責而長年旅居國外，此次事件爆發後，終決定向警方自首。 | 14-15            |

### 客串演出
| 演員   | 角色   | 介紹 | 登場集數           |
| 孟昭安 | 小喵喵 | 年幼的楊妙薇。 | 1-3,5-6,11-13,15   |
| 簡呈哲 | 小蟋蟀 | 年幼的劉東瀚，喵喵的兒時玩伴之一。 | 1-3,5-7,11-13,15   |
| 何潔柔 | 小小草 | 年幼的林紫嫣，喵喵的兒時玩伴之一。 | 1-3,5-6,11-13,15   |
| 田興華 | 游志駒 | 文具店老闆，曾為張國唐的手下，並與沈有福是舊識。某日在警方監視下，準備工作時突然遭到殺害。                                                                     | 1,3-4,9            |
| 黃紀凡 | 小鍾   | 電子公司工廠員工。 | 1-3                |
| 陳鴻毅 | 阿傑   | 電子公司工廠員工。 | 1-3                |
| 蔡鎮陽 | PAUL   | 張國唐的手下。被指派狙擊詠玫及喵喵未遂，兩次行動分別遭東瀚及子鴻制止。                                                                                         | 1-2,4-5,7,11-12    |
| 許皓翔 | SCOOT  | 張國唐的手下。 | 1-2,4,11-12        |
| 曾大衡 | TOM    | 張國唐的手下。在詠玫參加的慈善募款活動上，被東瀚察覺而遭特勤小組逮捕。                                                                                         | 2,4,7-8,12         |
| 黃子悅 | 沈妻   | 沈有福的妻子，沈子鴻的養母，因難產而過世。 | 2,4,13             |
| 黃婕菲 | 白瓊華 | 李佳媛接洽賣身工作的應召站負責人，張國唐的女友。 | 5-6,11             |
| 畢志剛 | 魏炳聰 | 曾為張國唐的手下。雖被警方監視，某日外出時卻突然遭到殺害。 | 6,8,12             |
| 蔡櫻茹 | 劉玉英 | 縣警局秘書室主任。與楊妙薇的爺爺是工作上的老朋友，並且十分照顧喵喵。實為遭張國唐利用的內奸，而多次洩露特勤小組的情報；在鄭局長及陳杰的秘密合作下，終被逮捕歸案。 | 1,7,9              |
| 林筳諭 | 鄭老師 | 偏鄉小學教師，李炫凡的班導師。 | 3,10               |
| 簡學彬 | 吳正隆 | | 僅出現於第六集花絮 |

## 電視劇歌曲
| 曲別   | 歌名        | 演唱者         | 作詞   | 作曲     |
| 片頭曲 | 咫尺天涯    | 陳零九         | 陳零九 | 周佳佑   |
| 片尾曲 | Be Yourself | 卓文萱         | 卓文萱 | 陳儀芬   |
| 插曲   | 目送        | 林凡           | 曲世聰 | 曲世聰   |
| 插曲   | 停          | 路嘉欣、張震嶽 | 張震嶽 | 張震嶽   |
| 插曲   | 還是朋友    | 李依瑾         | 李依瑾 | 李依瑾   |
| 插曲   | 念故鄉      |                | 李抱忱 | 德佛札克 |

## 收視率
週五晚間首播
| 日期          | 集數       | 收視率 | 收視排名 | 備註                              |
| ------------- | ---------- | ------ | -------- | --------------------------------- |
| 2015年1月16日 | 1          | 0.36   | 4        | 每週五晚上10點首播                |
| 2015年1月23日 | 2          | 0.15   | 4        |                                   |
| 2015年1月30日 | 3          | －     | －       |                                   |
| 2015年2月6日  | 4          | －     | －       |                                   |
| 2015年2月13日 | 5          | －     | －       |                                   |
| 2015年2月20日 | 6          | －     | －       |                                   |
| 2015年2月27日 | 7          | －     | －       |                                   |
| 2015年3月6日  | 8          | 0.34   | 4        |                                   |
| 2015年3月13日 | 9          | －     | －       |                                   |
| 2015年3月20日 | 10         | －     | －       |                                   |
| 2015年3月27日 | 11         | －     | －       |                                   |
| 2015年4月3日  | 12         | －     | －       |                                   |
| 2015年4月10日 | 13         | －     | －       |                                   |
| 2015年4月17日 | 14         | －     | －       | 台視:播出120分鐘 八大:播出120分鐘 |
| 2015年4月24日 | 15         | －     | －       | 播出120分鐘 最終回                |
| 平均收視率    | 平均收視率 | 0.28   |          |                                   |

- 同時段戲劇：民視：《廉政英雄》、三立臺灣台：《阿母》/《珍珠人生》、三立都會台：《22K夢想高飛》/《莫非，這就是愛情》、中視：《俏摩女搶頭婚》/《鑑識英雄》
- 由AGB尼爾森調查，調查範圍是四歲以上收看電視之觀眾。

## 場景
全劇有40％場景在台南市拍攝取鏡
| 拍攝地點                             | 劇中場景                     |
| ------------------------------------ | ---------------------------- |
| 國立臺南藝術大學建築研究所社區營造組 | 社區報工作室                 |
| 國立臺南藝術大學音像藝術研究所       | 特勤中心辦公室               |
| 桃園市觀音區觀和路與文化路口         | 20年前車禍地點               |
| 祥儀企業                             | 沈子鴻和李佳媛上班地點       |
| 台南市北門區北門國小                 | 炫炫就讀的學校               |
| 新北市三重區空軍三重一村             | 沈子鴻家                     |
| 雙連安養中心                         | 沈子鴻母親居住的安養院       |
| 宜蘭星願園民宿                       | 楊妙薇家                     |
| 臺南市政府警察局                     | 龍灣縣政府警察局             |
| 桃園大溪李騰芳古宅                   | 高中時期的楊妙薇放學回家路線 |
| 台北市內湖區帝國經貿大廈             | 江鑑銘遇襲處                 |
| 曾文水庫                             |                              |
| 新北市淡水區沙崙路與淡海路口         |                              |
| 馬沙溝濱海遊憩區                     | 慈善募款茶會                 |
| 嘉南高爾夫球場                       | 張國唐藏身處                 |
| 觀音濱海遊憩區                       | 沈子鴻與江鑑銘攤牌處         |
| 水晶教堂                             |                              |
| 石門水庫                             | 50年前遷村事件後興建的水庫   |
| 桃科十路                             |                              |
| 桃園中正藝文特區                     |                              |

## 製作團隊
- 製作人：李立國、黃志翔
- 編劇：黃志翔
- 導演：黃志翔
- 武術指導：黃騰浩
- 監製：潘逸群
- 執行製作人：彭盛青、陳正修
- 製作統籌：楊秉儒
- 副導演：簡學彬、林秉賢
- 導演助理：黃紀凡
- 場記：陳鴻毅
- 道具統籌：林信輝
- 道具陳設：田興華、張志成、田博中
- 表演指導：蔡櫻茹
- 武術顧問：金立言
- 武術老師：張克智、劉守祥
- 企劃：盧怡君
- 視覺設計：王盛泰、李云、賴偉倫
- 後製導演：簡學彬
- 剪輯後製：翁韻如、吳姿瑩
- 音樂音效：聲動錄音
- 製作公司：台灣電視事業股份有限公司、列夫特文化有限公司
- 協助拍攝：臺南市政府文化局、桃園市政府文化局協助影視拍攝與發展中心、新北市政府文化局
- 贊助廠商：福特六和汽車、CITY COLOR彩妝

## 獲獎與提名

### 第50屆金鐘獎
| 年份 | 獲提名 | 獎項             | 結果 |
| ---- | ------ | ---------------- | ---- |
| 2015 | 楊可涵 | 戲劇節目女主角獎 | 提名 |
| 2015 | 朱德剛 | 戲劇節目男配角獎 | 提名 |
| 2015 | 李依瑾 | 戲劇節目女配角獎 | 提名 |
| 2015 | 黃志翔 | 戲劇節目編劇獎   | 提名 |

## 外部連結
- 官方网站－台視
- 官方网站－八大
- 新世界的Facebook專頁
- 互联网电影数据库（IMDb）上《新世界》的资料（英文）

| 臺灣 台視主頻 周五優質戲劇               | 臺灣 台視主頻 周五優質戲劇                 | 臺灣 台視主頻 周五優質戲劇 |
| ---------------------------------------- | ------------------------------------------ | -------------------------- |
|                                          | 新世界 （2015年1月16日－2015年4月24日）    |                            |
| 徵婚啟事 （2014年11月7日－2015年1月9日） | 哇！陳怡君 （2015年5月1日－2015年9月18日） |                            |

| 臺灣 八大綜合台 每週六 22:00 - 23:30      | 臺灣 八大綜合台 每週六 22:00 - 23:30    | 臺灣 八大綜合台 每週六 22:00 - 23:30 |
| ----------------------------------------- | --------------------------------------- | ------------------------------------ |
|                                           | 新世界 （2015年1月17日－2015年4月25日） |                                      |
| 徵婚啟事 （2014年11月8日－2015年1月10日） | 未生 （2015年5月2日－2015年7月11日）    |                                      |